# Tufuga Efi
Tufuga Efi (Samoa, 1 maart 1938) was tussen 2007 en 2017 O le Ao o le Malo (staatshoofd) van Samoa. Voordien was hij premier van Samoa in de periodes maart 1976 - april 1982 en september - december 1982.
Op 16 juni 2007 werd hij verkozen tot staatshoofd voor een termijn van vijf jaar. Hij werd beëdigd bij het parlement (Fono) op 20 juni 2007. In 2012 werd hij unaniem herkozen. Na twee termijnen werd hij in 2017 weggestemd en vervangen door Va'aletoa Sualauvi II.
Hij is lid van een van de allergrootste Families van State (Aiga Tupu) waar hij de Tupua titel draagt van de SaTupua 'koninklijke' familie. Hij werd minister-president onder de titel Tupuola.